# جفری تیلور (ورزشکار)
جفری تیلور (انگلیسی: Geoffrey Taylor; ۴ فوریهٔ ۱۸۹۰ – ۲۵ آوریل ۱۹۱۵) قایقران روئینگ اهل کانادا بود.